# Championnat d'Asie masculin de basket-ball 2011
Navigation
Chine 2009 Philippines 2013
Le championnat d'Asie de basket-ball 2011 est le 26e championnat d'Asie de basket-ball masculin organisé par la FIBA Asie. La compétition a lieu à Wuhan en Chine du 15 septembre au 25 septembre 2011. C'est la cinquième fois que la Chine accueille cet événement, et la deuxième fois consécutivement.

## Qualifications

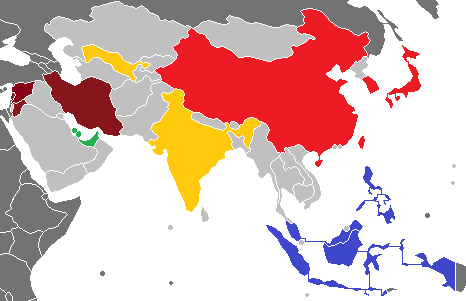
Équipes qualifiées

Seize équipes prennent part au championnat :
- Le pays organisateur, la Chine, et le vainqueur de la coupe Stanković FIBA Asie 2010, le Liban sont qualifiées d'office
- Chaque zone (Asie de l'Est, Golfe, Asie centrale, Asie du Sud-Est, Asie de l'Ouest) se voit attribuer deux places qui sont données aux deux premiers de leur championnat respectif.
- En fonction des résultats de coupe Stanković FIBA Asie 2010, une place supplémentaire est donnée à quatre des cinq zones (Asie de l'Est, Golfe, Asie du Sud-Est, Asie de l'Ouest).

| Asie de l'Est (2+1+1) | Golfe (2+1)         | Asie centrale (2) | Asie du Sud-Est (2+1) | Asie de l'Ouest (2+1+1) |
| --------------------- | ------------------- | ----------------- | --------------------- | ----------------------- |
| Chine                 | Qatar               | Inde              | Philippines           | Liban                   |
| Corée du Sud          | Émirats arabes unis | Ouzbékistan       | Indonésie             | Iran                    |
| Japon                 | Bahreïn             |                   | Malaisie              | Jordanie                |
| Taïwan                |                     |                   |                       | Syrie                   |

## Phase finale

### Tirage au sort
Le tirage au sort des groupes a eu lieu le 6 juillet 2011 à Wuhan. Les équipes sont réparties en 4 chapeaux et sont ensuite regroupées en quatre groupes de quatre.

### Chapeaux
Les chapeaux sont constitués de la façon suivante :
- les 4 demi-finalistes  de la coupe Stanković FIBA Asie 2010 sont dans le pot 1
- les autres équipes sont classées en fonction de leur classement mondial de la FIBA, du pot 4 au pot 2

| Pot 1                         | Pot 2                                          | Pot 3                         | Pot 4                            |
| ----------------------------- | ---------------------------------------------- | ----------------------------- | -------------------------------- |
| Liban Qatar Japon Philippines | Inde Ouzbékistan Indonésie Émirats arabes unis | Taïwan Syrie Malaisie Bahreïn | Chine Iran Corée du Sud Jordanie |

### Premier tour

#### Les quatre groupes
| Groupe A     | Groupe B    | Groupe C  | Groupe D            |
| ------------ | ----------- | --------- | ------------------- |
| Liban        | Qatar       | Japon     | Philippines         |
| Inde         | Ouzbékistan | Indonésie | Bahreïn             |
| Malaisie     | Taïwan      | Syrie     | Émirats arabes unis |
| Corée du Sud | Iran        | Jordanie  | Chine               |

#### Groupe A
| Groupe A |              |     |   |   |     |     |      |
|          | Équipe       | Pts | G | P | PP  | PC  | Diff |
| 1        | Corée du Sud | 6   | 3 | 0 | 253 | 157 | +96  |
| 2        | Liban        | 5   | 2 | 1 | 220 | 207 | +13  |
| 3        | Malaisie     | 4   | 1 | 2 | 172 | 243 | −71  |
| 4        | Inde         | 3   | 0 | 3 | 188 | 226 | −38  |

#### Groupe B
| Groupe B |             |     |   |   |     |     |      |
|          | Équipe      | Pts | G | P | PP  | PC  | Diff |
| 1        | Iran        | 6   | 3 | 0 | 221 | 79  | +142 |
| 2        | Taïwan      | 5   | 2 | 1 | 212 | 198 | +14  |
| 3        | Ouzbékistan | 4   | 1 | 2 | 136 | 225 | −89  |
| 4        | Qatar       | 3   | 0 | 3 | 94  | 161 | −67  |

#### Groupe C
| Groupe C |           |     |   |   |     |     |      |
|          | Équipe    | Pts | G | P | PP  | PC  | Diff |
| 1        | Japon     | 6   | 3 | 0 | 250 | 201 | +49  |
| 2        | Jordanie  | 5   | 2 | 1 | 247 | 209 | +38  |
| 3        | Syrie     | 4   | 1 | 2 | 187 | 209 | −22  |
| 4        | Indonésie | 3   | 0 | 3 | 179 | 244 | −65  |

#### Groupe D
| Groupe D |                     |     |   |   |     |     |      |
|          | Équipe              | Pts | G | P | PP  | PC  | Diff |
| 1        | Chine               | 6   | 3 | 0 | 251 | 169 | +82  |
| 2        | Philippines         | 5   | 2 | 1 | 265 | 198 | +67  |
| 3        | Émirats arabes unis | 4   | 1 | 2 | 203 | 220 | −17  |
| 4        | Bahreïn             | 3   | 0 | 3 | 173 | 305 | −132 |

### Second tour
Les équipes n'affrontent pas une nouvelle fois celles qui étaient dans leur groupe au premier tour, donc elles conservent les points acquis lors des matchs contre ces dernières.

#### Groupe E
| Groupe E |              |     |   |   |     |     |      |
|          | Équipe       | Pts | G | P | PP  | PC  | Diff |
| 1        | Iran         | 10  | 5 | 0 | 457 | 218 | +239 |
| 2        | Corée du Sud | 9   | 4 | 1 | 419 | 301 | +118 |
| 3        | Taïwan       | 8   | 3 | 2 | 348 | 322 | +26  |
| 4        | Liban        | 7   | 2 | 3 | 353 | 328 | +25  |
| 5        | Malaisie     | 6   | 1 | 4 | 279 | 481 | −202 |
| 6        | Ouzbékistan  | 5   | 0 | 5 | 294 | 500 | −206 |

#### Groupe F
| Groupe F |                     |     |   |   |     |     |      |
|          | Équipe              | Pts | G | P | PP  | PC  | Diff |
| 1        | Chine               | 10  | 5 | 0 | 417 | 309 | +108 |
| 2        | Philippines         | 9   | 4 | 1 | 382 | 319 | +63  |
| 3        | Japon               | 8   | 3 | 2 | 404 | 370 | +34  |
| 4        | Jordanie            | 7   | 2 | 3 | 376 | 395 | −19  |
| 5        | Syrie               | 6   | 1 | 4 | 316 | 386 | −70  |
| 6        | Émirats arabes unis | 5   | 0 | 5 | 326 | 442 | −116 |

### Tableau final

#### Classement 13 à 16
|  | Tour de classement | Tour de classement |           |    | 13e place    | 13e place    |
|  | Tour de classement | Tour de classement |           |    | 13e place    | 13e place    |
|  |                    |                    |           |    |              |              |
|  | 19 septembre       | 19 septembre       |           |    | 20 septembre | 20 septembre |
|  | 19 septembre       | 19 septembre       |           |    | 20 septembre | 20 septembre |
|  | Indonésie          | 85                 |           |    | 20 septembre | 20 septembre |
|  | Indonésie          | 85                 |           |    | 20 septembre | 20 septembre |
|  | Bahreïn            | 62                 |           |    | 20 septembre | 20 septembre |
|  | Bahreïn            | 62                 | Indonésie | 84 |              |              |
|  | 19 septembre       |                    | Indonésie | 84 |              |              |
|  |                    | Inde               | 75        |    |              |              |
|  | Inde               | Inde               | 75        | 20 |              |              |
|  | Inde               |                    |           | 20 |              |              |
|  | Qatar              | 0                  |           |    |              |              |
|  | Qatar              | 0                  | 15e place |    |              |              |
|  |                    |                    |           |    |              |              |
|  | 20 septembre       |                    |           |    |              |              |
|  |                    |                    |           |    |              |              |
|  | Bahreïn            | 20                 |           |    |              |              |
|  | Bahreïn            | 20                 |           |    |              |              |
|  | Qatar              | 0                  |           |    |              |              |
|  | Qatar              | 0                  |           |    |              |              |

#### Classement 9 à 12
|  | Tour de classement  | Tour de classement |                     |    | 9e place     | 9e place     |
|  | Tour de classement  | Tour de classement |                     |    | 9e place     | 9e place     |
|  |                     |                    |                     |    |              |              |
|  | 23 septembre        | 23 septembre       |                     |    | 24 septembre | 24 septembre |
|  | 23 septembre        | 23 septembre       |                     |    | 24 septembre | 24 septembre |
|  | Malaisie            | 87                 |                     |    | 24 septembre | 24 septembre |
|  | Malaisie            | 87                 |                     |    | 24 septembre | 24 septembre |
|  | Émirats arabes unis | 89                 |                     |    | 24 septembre | 24 septembre |
|  | Émirats arabes unis | 89                 | Émirats arabes unis | 72 |              |              |
|  | 23 septembre        |                    | Émirats arabes unis | 72 |              |              |
|  |                     | Syrie              | 76                  |    |              |              |
|  | Ouzbékistan         | Syrie              | 76                  | 65 |              |              |
|  | Ouzbékistan         |                    |                     | 65 |              |              |
|  | Syrie               | 97                 |                     |    |              |              |
|  | Syrie               | 97                 | 11e place           |    |              |              |
|  |                     |                    |                     |    |              |              |
|  | 24 septembre        |                    |                     |    |              |              |
|  |                     |                    |                     |    |              |              |
|  | Malaisie            | 82                 |                     |    |              |              |
|  | Malaisie            | 82                 |                     |    |              |              |
|  | Ouzbékistan         | 76                 |                     |    |              |              |
|  | Ouzbékistan         | 76                 |                     |    |              |              |

#### Classement 5 à 8
|  | Tour de classement | Tour de classement |          |    | 5e place     | 5e place     |
|  | Tour de classement | Tour de classement |          |    | 5e place     | 5e place     |
|  |                    |                    |          |    |              |              |
|  | 24 septembre       | 24 septembre       |          |    | 25 septembre | 25 septembre |
|  | 24 septembre       | 24 septembre       |          |    | 25 septembre | 25 septembre |
|  | Iran               | 98                 |          |    | 25 septembre | 25 septembre |
|  | Iran               | 98                 |          |    | 25 septembre | 25 septembre |
|  | Taïwan             | 66                 |          |    | 25 septembre | 25 septembre |
|  | Taïwan             | 66                 | Iran     | 87 |              |              |
|  | 24 septembre       |                    | Iran     | 87 |              |              |
|  |                    | Liban              | 65       |    |              |              |
|  | Japon              | Liban              | 65       | 78 |              |              |
|  | Japon              |                    |          | 78 |              |              |
|  | Liban              | 80                 |          |    |              |              |
|  | Liban              | 80                 | 7e place |    |              |              |
|  |                    |                    |          |    |              |              |
|  | 25 septembre       |                    |          |    |              |              |
|  |                    |                    |          |    |              |              |
|  | Taïwan             | 72                 |          |    |              |              |
|  | Taïwan             | 72                 |          |    |              |              |
|  | Japon              | 81                 |          |    |              |              |
|  | Japon              | 81                 |          |    |              |              |

#### Tableau 1-8
|  | Quarts de finale | Quarts de finale | Quarts de finale | Quarts de finale |              |              | Demi-finales | Demi-finales | Demi-finales                  | Demi-finales                  |                               |                               | Finale       | Finale       | Finale       | Finale       |
|  |                  |                  |                  |                  |              |              |              |              |                               |                               |                               |                               |              |              |              |              |
|  | 23 septembre     | 23 septembre     | 23 septembre     | 23 septembre     |              |              | 24 septembre | 24 septembre | 24 septembre                  | 24 septembre                  |                               |                               | 25 septembre | 25 septembre | 25 septembre | 25 septembre |
|  | 23 septembre     | 23 septembre     | 23 septembre     | 23 septembre     |              |              | 24 septembre | 24 septembre | 24 septembre                  | 24 septembre                  |                               |                               | 25 septembre | 25 septembre | 25 septembre | 25 septembre |
|  | F4               | Jordanie         | 88               | 88               |              |              | 24 septembre | 24 septembre | 24 septembre                  | 24 septembre                  |                               |                               | 25 septembre | 25 septembre | 25 septembre | 25 septembre |
|  | F4               | Jordanie         | 88               | 88               |              |              | 24 septembre | 24 septembre | 24 septembre                  | 24 septembre                  |                               |                               | 25 septembre | 25 septembre | 25 septembre | 25 septembre |
|  | E1               | Iran             | 84               | 84               |              |              | 24 septembre | 24 septembre | 24 septembre                  | 24 septembre                  |                               |                               | 25 septembre | 25 septembre | 25 septembre | 25 septembre |
|  | E1               | Iran             | 84               | 84               | Jordanie     | Jordanie     | 75           | 75           |                               |                               |                               |                               | 25 septembre | 25 septembre | 25 septembre | 25 septembre |
|  | 23 septembre     |                  |                  |                  | Jordanie     | Jordanie     | 75           | 75           |                               |                               |                               |                               | 25 septembre | 25 septembre | 25 septembre | 25 septembre |
|  |                  |                  | Philippines      | Philippines      | 61           | 61           |              |              |                               |                               |                               |                               | 25 septembre | 25 septembre | 25 septembre | 25 septembre |
|  | F2               | Philippines      | Philippines      | Philippines      | 61           | 61           | 95           | 95           |                               |                               |                               |                               | 25 septembre | 25 septembre | 25 septembre | 25 septembre |
|  | F2               | Philippines      | 24 septembre     |                  |              |              | 95           | 95           |                               |                               |                               |                               | 25 septembre | 25 septembre | 25 septembre | 25 septembre |
|  | E3               | Taïwan           | 78               | 78               |              |              |              |              |                               |                               |                               |                               | 25 septembre | 25 septembre | 25 septembre | 25 septembre |
|  | E3               | Taïwan           | 78               | 78               | Jordanie     | Jordanie     | 69           | 69           |                               |                               |                               |                               |              |              |              |              |
|  | 23 septembre     |                  |                  |                  | Jordanie     | Jordanie     | 69           | 69           |                               |                               |                               |                               |              |              |              |              |
|  |                  |                  | Chine            | Chine            | 70           | 70           |              |              |                               |                               |                               |                               |              |              |              |              |
|  | E2               | Corée du Sud     | Chine            | Chine            | 70           | 70           | 86           | 86           |                               |                               |                               |                               |              |              |              |              |
|  | E2               | Corée du Sud     |                  |                  |              |              |              |              |                               |                               |                               |                               |              |              |              |              |
|  | F3               | Japon            | 67               | 67               |              |              |              |              |                               |                               |                               |                               |              |              |              |              |
|  | F3               | Japon            | 67               | 67               | Corée du Sud | Corée du Sud | 43           | 43           | Match pour la troisième place | Match pour la troisième place | Match pour la troisième place | Match pour la troisième place |              |              |              |              |
|  | 23 septembre     |                  |                  |                  | Corée du Sud | Corée du Sud | 43           | 43           | Match pour la troisième place | Match pour la troisième place | Match pour la troisième place | Match pour la troisième place |              |              |              |              |
|  |                  |                  | Chine            | Chine            | 56           | 56           |              |              | 25 septembre                  | 25 septembre                  | 25 septembre                  | 25 septembre                  |              |              |              |              |
|  | E4               | Liban            | Chine            | Chine            | 56           | 56           | 48           | 48           | 25 septembre                  | 25 septembre                  | 25 septembre                  | 25 septembre                  |              |              |              |              |
|  | E4               | Liban            |                  |                  |              |              |              | 48           |                               |                               | Philippines                   | Philippines                   | 68           | 68           |              |              |
|  | F1               | Chine            | 68               | 68               |              |              |              |              |                               |                               | Philippines                   | Philippines                   | 68           | 68           |              |              |
|  | F1               | Chine            | 68               | 68               | Corée du Sud | Corée du Sud | 70           | 70           |                               |                               |                               |                               |              |              |              |              |
|  |                  |                  |                  |                  |              |              |              |              |                               |                               |                               |                               |              |              |              |              |

## Classement final
- Équipes qualifiées pour les Jeux olympiques de 2012
- Équipes qualifiées pour le tournoi préolympique de basket-ball 2012

| Place              | Équipes             | V-D | Stade de la compétition              |
| ------------------ | ------------------- | --- | ------------------------------------ |
| Médaille d'or      | Chine               | 9–0 | Vainqueur                            |
| Médaille d'argent  | Jordanie            | 5–4 | Finaliste                            |
| Médaille de bronze | Corée du Sud        | 7–2 | Vainqueur de la petite finale        |
| 4                  | Philippines         | 6–3 | Petite finale                        |
| 5                  | Iran                | 8–1 | Vainqueur du match pour la 5e place  |
| 6                  | Liban               | 4–5 | Match pour la 5e place               |
| 7                  | Japon               | 5–4 | Vainqueur du match pour la 7e place  |
| 8                  | Taïwan              | 4–5 | Match pour la 7e place               |
| 9                  | Syrie               | 4–4 | Vainqueur du match pour la 9e place  |
| 10                 | Émirats arabes unis | 2–6 | Match pour la 9e place               |
| 11                 | Malaisie            | 3–5 | Vainqueur du match pour la 11e place |
| 12                 | Ouzbékistan         | 1–7 | Match pour la 11e place              |
| 13                 | Indonésie           | 2-3 | Vainqueur du match pour la 13e place |
| 14                 | Inde                | 1-4 | Match pour la 13e place              |
| 15                 | Bahreïn             | 1-4 | Vainqueur du match pour la 15e place |
| 16                 | Qatar               | 0-5 | Match pour la 15e place              |